# Iago Aspas
Iago Aspas Juncal (galiciaiul:[iˈaɣo ˈaspas]) (Moaña, 1987. augusztus 1. –) profi labdarúgó, a Celta Vigo csatárja. Korábban a Sevilla-nál, előtte a Celta Vigóban tett szert ismertségre, ahol hat szezon alatt 150 meccsen majdnem 50 gólt szerzett és a csapattal feljutott a spanyol élvonalba. A Transfermarkt szerint piaci értéke 2022 júliusában 7 millió euró.

## Pályafutása

### RC Celta de Vigo
Aspas Moaña városában, Pontevedrában született. 8 évesen csatlakozott a közeli Vigo csapatához, a Celtához. A felnőtt csapatban először a 2007–08-as spanyol másodosztályban szerepelt; második mérkőzésén, 2009. június 6-án az 59. percben cserélték be a Deportivo Alavés ellen, és 2 góljával a kiesés szempontjából fontos meccset nyertek meg 2–1-re.
Az ifjúsági és tartalékos mérkőzések után a 2009–10-es évadra végleg az első számú csapatban számítottak játékára.
A 2011–12-es szezonban elérte pályafutása legtöbb, 23 bajnoki gólját, és második lett a góllövőlistán, ahogy csapata a bajnoki tabellán, így a Celta öt év kihagyás után visszatért a La Ligába. Ezeknek köszönhetően Aspast megszavazták a Zarra-trófea legjobb csatárának.
Aspas az élvonalban 2012. augusztus 18-án mutatkozott be a Málaga elleni 0–1-es hazai vereséggel végződő találkozón. Első gólját a következő hónapban érte el az Osasuna ellen, s még az idény során 11-et szerzett, melynek utolsó fordulójában dőlt el, hogy a Celta bennmarad az első osztályban.

### Liverpool FC
2013 májusában a sajtó beszélni kezdett a fiatal spanyol labdarúgó leigazolásáról a Liverpoolba. Június 13-án a csapatok megállapodtak, majd 10 nappal később hivatalosan is az angol csapat játékosa lett, ahol megkapta a 9-es számú mezt. Aspas játszott a Liverpool felkészülési találkozóin és gólt szerzett a Preston North End, a  Melbourne Victory és Thaiföld csapata ellen is.

## Sikerei, díjai

### Klub
Sevilla
- Európa-liga: 2014-15

### Egyéni elismerések
- Zarra-trófea (2): 2016–17, 2017–18
- Zarra-trófea (Segunda División) (1): 2011–12
- "A legjobb csatár" díj (Segunda División) (1): 2011–12
- A hónap játékosa a La Ligaban : 2016 október

## Statisztika

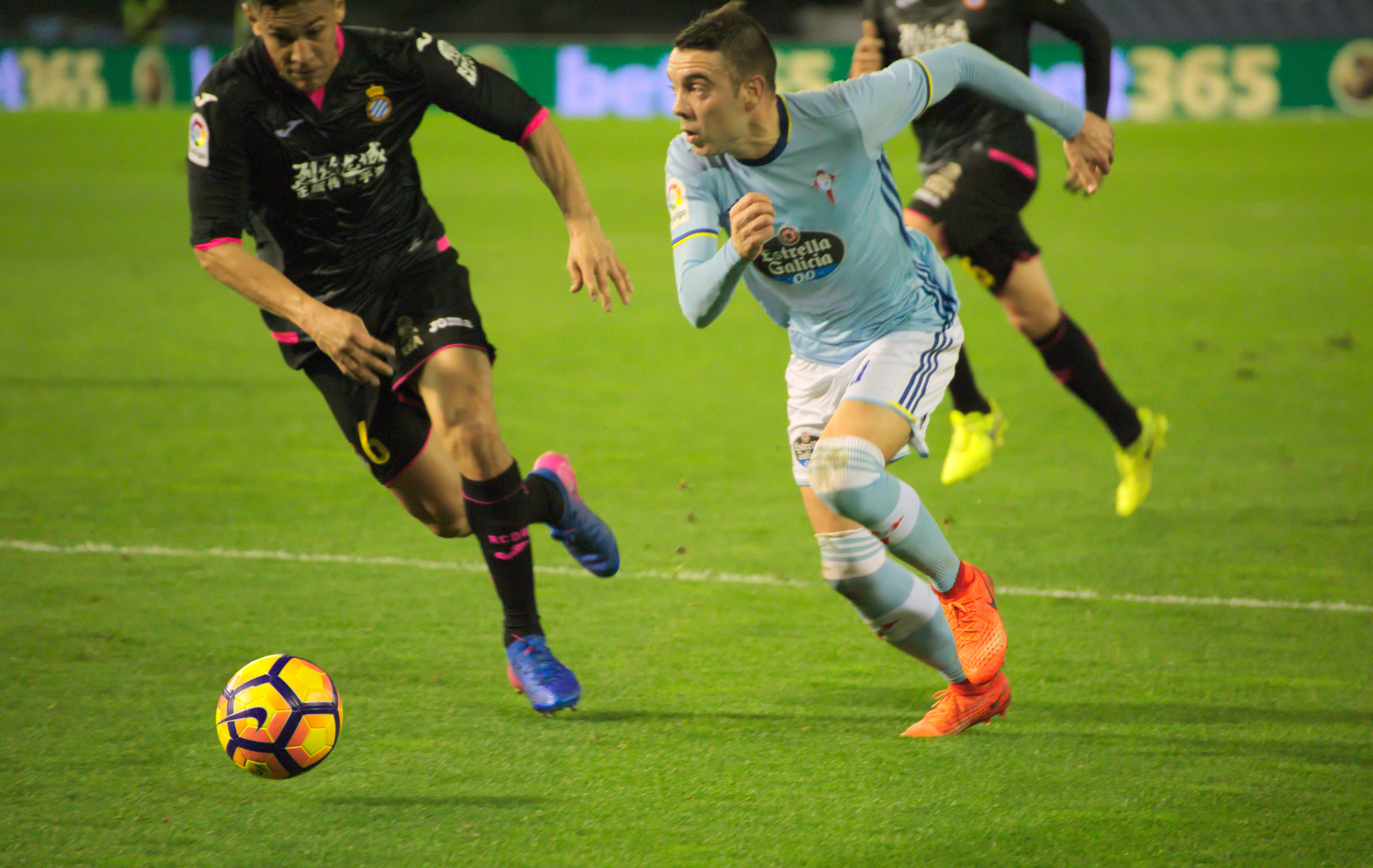
Aspas egy Celta de Vigo mérkőzésen

2022. szeptember 2. szerint.
| Klub                 | Szezon         | Bajnokság          | Bajnokság | Bajnokság | Kupa és ligakupa | Kupa és ligakupa | Nemzetközi | Nemzetközi | Összesen | Összesen |
| Klub                 | Szezon         | Osztály            | Mérkőzés  | Gól       | Mérkőzés         | Gól              | Mérkőzés   | Gól        | Mérkőzés | Gól      |
| -------------------- | -------------- | ------------------ | --------- | --------- | ---------------- | ---------------- | ---------- | ---------- | -------- | -------- |
| Celta Vigo B         | 2006–07        | Segunda División B | 21        | 1         | 0                | 0                | —          | —          | 21       | 1        |
| Celta Vigo B         | 2007–08        | Segunda División B | 32        | 4         | 0                | 0                | —          | —          | 32       | 4        |
| Celta Vigo B         | 2008–09        | Segunda División B | 31        | 6         | 0                | 0                | —          | —          | 31       | 6        |
| Celta Vigo B         | Összesen       | Összesen           | 84        | 11        | 0                | 0                | —          | —          | 84       | 11       |
| Celta Vigo           | 2007–08        | Segunda División   | 1         | 0         | 0                | 0                | —          | —          | 1        | 0        |
| Celta Vigo           | 2008–09        | Segunda División   | 3         | 2         | 0                | 0                | —          | —          | 3        | 2        |
| Celta Vigo           | 2009–10        | Segunda División   | 36        | 5         | 7                | 1                | —          | —          | 43       | 6        |
| Celta Vigo           | 2010–11        | Segunda División   | 30        | 4         | 1                | 1                | —          | —          | 31       | 5        |
| Celta Vigo           | 2011–12        | Segunda División   | 35        | 23        | 3                | 2                | —          | —          | 38       | 25       |
| Celta Vigo           | 2012–13        | La Liga            | 34        | 12        | 3                | 0                | —          | —          | 37       | 12       |
| Celta Vigo           | Összesen       | Összesen           | 139       | 46        | 14               | 4                | —          | —          | 153      | 50       |
| Liverpool            | 2013–14        | Premier League     | 14        | 0         | 1                | 1                | —          | —          | 15       | 1        |
| Sevilla (kölcsönben) | 2014–15        | La Liga            | 16        | 2         | 5                | 7                | 4          | 1          | 25       | 10       |
| Celta Vigo           | 2015–16        | La Liga            | 35        | 14        | 5                | 4                | —          | —          | 40       | 18       |
| Celta Vigo           | 2016–17        | La Liga            | 32        | 19        | 5                | 2                | 12         | 5          | 49       | 26       |
| Celta Vigo           | 2017–18        | La Liga            | 34        | 22        | 3                | 1                | —          | —          | 37       | 23       |
| Celta Vigo           | 2018–19        | La Liga            | 27        | 20        | 2                | 1                | —          | —          | 29       | 21       |
| Celta Vigo           | 2019–20        | La Liga            | 37        | 14        | 1                | 0                | —          | —          | 38       | 14       |
| Celta Vigo           | 2020–21        | La Liga            | 33        | 14        | 1                | 0                | —          | —          | 34       | 14       |
| Celta Vigo           | 2021–22        | La Liga            | 37        | 18        | 1                | 0                | —          | —          | 38       | 18       |
| Celta Vigo           | 2022–23        | La Liga            | 4         | 5         | 0                | 0                | —          | —          | 4        | 5        |
| Celta Vigo           | Összesen       | Összesen           | 239       | 126       | 18               | 8                | 12         | 5          | 268      | 139      |
| Teljes karrier       | Teljes karrier | Teljes karrier     | 492       | 185       | 38               | 20               | 16         | 6          | 545      | 211      |

1. ↑  Egy pályára lépés az UEFA-szuperkupán, három pályára lépés és egy gól Európa-ligában.
2. ↑  Összes pályára lépés az Európa-ligában.

### A válogatottban
2019. június 7. szerint.
| Nemzet        | Év       | pályára lépések | Gólok |
| ------------- | -------- | --------------- | ----- |
| Spanyolország | 2016     | 1               | 1     |
| Spanyolország | 2017     | 6               | 2     |
| Spanyolország | 2018     | 10              | 3     |
| Spanyolország | 2019     | 1               | 0     |
| összesen      | összesen | 18              | 6     |

### Góljai a válogatottban
| #  | Dátum               | Helyszín                                        | Ellenfél      | Gólja | Végeredmény | Verseny                                      |
| -- | ------------------- | ----------------------------------------------- | ------------- | ----- | ----------- | -------------------------------------------- |
| 1. | 2016. november 15.  | Wembley Stadion, London, Anglia                 | Anglia        | 1–2   | 2–2         | Barátságos mérkőzés                          |
| 2. | 2017. szeptember 5. | Rheinpark Stadion, Vaduz, Liechtenstein         | Liechtenstein | 5–0   | 8–0         | 2018-as világbajnokság-selejtező             |
| 3. | 2017. szeptember 5. | Rheinpark Stadion, Vaduz, Liechtenstein         | Liechtenstein | 7–0   | 8–0         | 2018-as világbajnokság-selejtező             |
| 4. | 2018. március 27.   | Wanda Metropolitano, Madrid, Spanyolország      | Argentína     | 5–1   | 6–1         | Barátságos mérkőzés                          |
| 5. | 2018. június 9.     | Krasznodar Stadion, Krasznodar, Oroszország     | Tunézia       | 1–0   | 1–0         | Barátságos mérkőzés                          |
| 6. | 2018. június 25.    | Kalinyingrád Stadion, Kalinyingrád, Oroszország | Marokkó       | 2–2   | 2–2         | 2018-as labdarúgó-világbajnokság (B csoport) |